# Blikstorp
Blikstorp är en ort i Hjo kommun. 2015 justerade SCB definitionen för tätorter något, varvid man fann att avstånden mellan de olika husområdena är för stort för att området skall kunna utgöra en gemensam tätort och delarna har för få boende för att i sig kunna utgöra tätorter. Istället avgränsades en småort.
Blikstorp ligger i Fridene socken och genomkorsas av Tidan i nord-sydlig riktning. Blikstorp var tidigare station längs den nu nedlagda och upprivna Hjo-Stenstorps Järnväg.
Dåvarande Tidametalls lokaler användes som ammunitionsfabrik 1953–1966 i Svenska Metallverkens regi.

## Befolkningsutveckling
| Befolkningsutvecklingen i Blikstorp 1960–2015                                                                                            | Befolkningsutvecklingen i Blikstorp 1960–2015 | Befolkningsutvecklingen i Blikstorp 1960–2015 | Befolkningsutvecklingen i Blikstorp 1960–2015 | Befolkningsutvecklingen i Blikstorp 1960–2015 |
| --- | --------------------------------------------- | --------------------------------------------- | --------------------------------------------- | --------------------------------------------- |
| |                                               |                                               |                                               |                                               |
| År |                                               |                                               | Folkmängd                                     | Areal (ha)                                    |
| 1960 | 1960                                          |                                               | 235                                           |                                               |
| 1965 | 1965                                          |                                               | 245                                           |                                               |
| 1970 | 1970                                          |                                               | 227                                           |                                               |
| 1980 | 1980                                          |                                               | 247                                           |                                               |
| 1990 | 1990                                          |                                               | 208                                           | 44                                            |
| 1995 | 1995                                          |                                               | 210                                           | 44                                            |
| 2000 | 2000                                          |                                               | 190                                           | 44#                                           |
| 2005 | 2005                                          |                                               | 206                                           | 45                                            |
| 2010 | 2010                                          |                                               | 222                                           | 45                                            |
| 2015 | 2015                                          |                                               | 184                                           | 38#                                           |
| Anm.: Vid sammanställningen år 2000 hade Blikstorp under 200 invånare och räknades därför inte som tätort. Ej tätort 2015. # Som småort. |                                               |                                               |                                               |                                               |